# Taishin Morikawa
Taishin Morikawa (森川 泰臣 Morikawa Taishin?), född 27 september 1994 i Kumamoto prefektur, är en japansk fotbollsspelare.
Morikawa började sin karriär 2013 i Roasso Kumamoto. Efter Roasso Kumamoto spelade han för Gainare Tottori och Fujieda MYFC.